# Sinop, Turcia
Sinop este un oraș din Turcia, cu o populație de 36.734, aflat pe insula İnce Burun (İnceburun, Capul Ince), lângă Capul Sinope (Sinop Burnu, Capul Boztepe, Boztepe Burnu) care este situat pe marginea cea mai nordică a părții turce a țărmului Mării Negre, în vechea regiune Paphlagonia, în nordul Turciei de astăzi. Orașul este capitala provinciei Sinop.

## Istoria
De-a lungul timpului a fost folosit ca un port hitit, care apare în sursele hitite ca "Sinuwa" [3], orașul propriu-zis a fost reînființat ca o colonie greacă din orașul Miletus în secolul al VII-lea î.Hr. Sinope a înflorit ca portul Mării Negre pe o rută de caravană care a condus din valea superioară a Eufratului [5]. Ea a emis monede proprii, a înființat colonii și a dat numele său unui pigment roșu de pământ numit sinopie, care a fost exploatat în Cappadocia pentru a fi folosit în întreaga lume antică [6]. Sinope a scăpat de dominația persană până la începutul secolului al IV-lea î.Hr. Ea a fost condusă de Scydrothemis între 301 și 280 î.Hr. În 183 î.Hr. a fost capturat de către Farnaces I și a devenit capitala Regatului Pontului. Generalul roman Lucullus a cucerit Sinope în 70 î.Hr., iar Julius Caesar a înființat o colonie romană, Colonia Julia Felix, în anul 47 î.Hr. Mithradates Eupator sa născut și îngropat la Sinope și a fost locul de naștere al lui Diogenes, al lui Diphilus, poet și actor al comediei New Attic, al istoricului Baton și al ereticului creștin din secolul al II-lea d.Hr., Marcion.
După divizarea Imperiului Roman în 395, Sinope a rămas cu Imperiul Roman sau Bizantin. Istoria sa în perioada bizantină timpurie este obscură, cu excepția evenimentelor izolate: a fost folosită de Iustinian al II-lea ca bază de la care să se recunosc Herson, a participat la rebeliunea temei Armeniac în 793, a fost locul proclamării lui Theophobos drept împărat de către trupele sale Khurramite în 838, și a suferit singurul său atac al arabilor în 858.
În 1081, orașul a fost capturat de turcii Seljuk, care au găsit acolo o trezorerie considerabilă, dar Sinope a fost recuperat în curând de Alexios I Komnenos, care a adus o perioadă de prosperitate sub dinastia Komnenian. După căderea Constantinopolului de către Cruciada a IV-a în 1204, a fost capturat pentru Imperiul de Tibișon de către David Komnenos, până când turcii Seljuk din Rûm au capturat cu succes orașul în 1214. Orașul s-a întors în scurt timp la dominația Trapezuntine în 1254, dar a revenit la controlul turc în 1265, unde a rămas de atunci.
După 1265, Sinop a ajuns acasă la două emirate independente succesive după căderea Seljuks: Pervâne și Jandarids. Sultanul otoman Mehmet al II-lea a suprasolicitat pe Ismail, emirul Sinopei, la marșul său din Trebizond, și la forțat să-l predea pe sultan la sfîrșitul lunii iunie 1461, fără luptă. Emirul a fost exilat în Filipopolis (orașul modern Plovdiv) din nordul Traciei.
În 1614, Sinop a fost vizat de atacatorii cazaci și a fost jignit și ars într-un eveniment care a șocat contemporanii otomani.
În noiembrie 1853, la începutul războiului din Crimeea, în bătălia de la Sinop, rușii, sub comanda amiralului Nakhimov, au distrus o escadronă fregată otomană în Sinop, ceea ce a determinat Marea Britanie și Franța să declare război împotriva Rusiei.
La sfârșitul secolului XIX și începutul secolului al XX-lea, Sinop făcea parte din Vilayetul Kastamonu al Imperiului Otoman. 
Începând din 1920, Sinop a fost descris ca locuit în principal de greci cu o populație aproximativă de 8.000. De asemenea, a fost considerat "cel mai sigur" port dintre Bosfor și Batum, la vremea respectivă. În această perioadă, portul a exportat grâu, tutun, semințe, lemn și piei. Au importat produse, cărbune și echipamente. Sinop a găzduit o bază militară americană și un radar important pentru inteligență în timpul războiului rece. Baza americană a fost închisă în 1992. Exploratorul Bob Ballard a descoperit o epavă a navei din nord-vest de Sinop în Marea Neagră și a fost prezentată pe National Geographic.

## Clima
Sinop are o climă subtropică umedă (Köppen: Cfa).
Sinop are veri calde și umede cu o temperatură medie pe zi de 26 ° C (78,8 ° F). Cu toate acestea, temperaturile rareori depășesc 30 ° C (86 ° F). Cea mai înaltă temperatură înregistrată pentru Sinop a fost de 34.4 ° C (6 ° C) la 6 iulie 2000. Iernile sunt reci și umede, iar media pe timpul iernii variază între 5 ° C (41 ° F). Cea mai scăzută temperatură înregistrată pentru Sinop a fost -7,5 ° C (21,5 ° F) la 21 februarie 1985. Zăpada este destul de comună între lunile decembrie și martie, zăpadă timp de o săptămână sau două.
| Climate data for Sinop                                                                                 | Climate data for Sinop | Climate data for Sinop | Climate data for Sinop | Climate data for Sinop | Climate data for Sinop | Climate data for Sinop | Climate data for Sinop | Climate data for Sinop | Climate data for Sinop | Climate data for Sinop | Climate data for Sinop | Climate data for Sinop | Climate data for Sinop |
| Month                                                                                                  | Jan                    | Feb                    | Mar                    | Apr                    | May                    | Jun                    | Jul                    | Aug                    | Sep                    | Oct                    | Nov                    | Dec                    | Year                   |
| --- | ---------------------- | ---------------------- | ---------------------- | ---------------------- | ---------------------- | ---------------------- | ---------------------- | ---------------------- | ---------------------- | ---------------------- | ---------------------- | ---------------------- | ---------------------- |
| Average high °C (°F)                                                                                   | 9.7 (49.5)             | 9.6 (49.3)             | 10.5 (50.9)            | 14.1 (57.4)            | 18.3 (64.9)            | 23.0 (73.4)            | 25.8 (78.4)            | 26.2 (79.2)            | 23.0 (73.4)            | 19.2 (66.6)            | 15.5 (59.9)            | 12.1 (53.8)            | 17.25 (63.06)          |
| Daily mean °C (°F)                                                                                     | 6.9 (44.4)             | 6.6 (43.9)             | 7.5 (45.5)             | 10.7 (51.3)            | 15.0 (59)              | 19.8 (67.6)            | 22.8 (73)              | 23.1 (73.6)            | 19.9 (67.8)            | 16.2 (61.2)            | 12.5 (54.5)            | 9.2 (48.6)             | 14.18 (57.53)          |
| Average low °C (°F)                                                                                    | 4.6 (40.3)             | 4.2 (39.6)             | 5.1 (41.2)             | 8.1 (46.6)             | 12.3 (54.1)            | 16.9 (62.4)            | 19.9 (67.8)            | 20.3 (68.5)            | 17.3 (63.1)            | 13.7 (56.7)            | 9.9 (49.8)             | 6.9 (44.4)             | 11.6 (52.88)           |
| Average precipitation mm (inches)                                                                      | 73.6 (2.898)           | 50.3 (1.98)            | 49.7 (1.957)           | 38.6 (1.52)            | 33.5 (1.319)           | 34.2 (1.346)           | 33.8 (1.331)           | 41.8 (1.646)           | 66.7 (2.626)           | 86.5 (3.406)           | 85.6 (3.37)            | 87.2 (3.433)           | 681.5 (26.832)         |
| Average rainy days                                                                                     | 15.5                   | 13.4                   | 13.3                   | 11.6                   | 10.3                   | 8.2                    | 5.5                    | 6.3                    | 9.1                    | 12.2                   | 13.1                   | 15.8                   | 134.3                  |
| Average relative humidity (%)                                                                          | 68                     | 68                     | 73                     | 75                     | 76                     | 74                     | 74                     | 67                     | 71                     | 71                     | 68                     | 68                     | 71.1                   |
| Mean monthly sunshine hours                                                                            | 71.3                   | 86.8                   | 127.1                  | 153                    | 207.7                  | 264                    | 291.4                  | 263.5                  | 207                    | 145.7                  | 96                     | 68.2                   | 1,981.7                |
| Source #1: Sinop Arhivat în 9 decembrie 2010, la Wayback Machine. Turkish State Meteorological Service |                        |                        |                        |                        |                        |                        |                        |                        |                        |                        |                        |                        |                        |
| Source #2: Weatherbase                                                                                 |                        |                        |                        |                        |                        |                        |                        |                        |                        |                        |                        |                        |                        |

## Economie
Începând cu anul 1920, Sinop produce o cârpă de bumbac brodată. De asemenea, erau cunoscuți pentru construcția de nave. Britanicii au descris bărcile produse în Sinop ca fiind de "design primitiv, dar de manoperă sănătoasă".
Sinop este în prezent desemnat ca amplasament al centralei nucleare Sinop, o centrală nucleară de 15,8 miliarde USD dezvoltată de Elektrik Üretim, Engie, Mitsubishi Heavy Industries și Itochu. Planta va consta din patru reactoare, cu construcția care va începe încă din 2017 și finalizarea până în 2028.

## Atracții culturale și alte
Locurile de atracție pentru vizitatori în Sinop sunt:
Bastionul Pasha (turcă: Pașa Tabyası) este un bastion de coastă de jumătate de lună, o fortificație semi-circulară, situată la sud-est de Peninsula Sinop. A fost construit pentru a proteja orașul împotriva atacurilor venite din Marea Neagră în timpul războiului ruso-turc, războiul din Crimeea (1853-1856). Are o baterie de artilerie de unsprezece tunuri, un arsenal și un subsol. Astăzi, este folosit ca un loc pentru premisa băuturilor răcoritoare.
Istoricul tunelului de apă (Turcia: Tarihi Su Kanalı) este un canal de alimentare cu apă subterană vechi, situat la Sülüklü Göl (literal: Lacul leagăn.) Piatră în piatră, are o lungime de aproximativ 230 m și are un spațiu liber de 1,50 m Există un arbore de aerisire cilindric înalt de 20-30 m (66-98 ft), cu diametrul de 1,50 m (4,9 ft).
Biserica Balatlar (turcă: Balatlar Kilisesi) este o biserică ruinată din perioada Imperiului Bizantin. Se păstrează parțial deoarece numai bolta capelei este în stare intactă, în timp ce alte părți ale bisericii nu mai au acoperiș. Picturile fresce pe tavanul capelei și pe pereții navei sunt încă intacte.
Serapeumul este un templu ruinat dedicat zeiței Hellenistic-Antic egiptean combinat Serapis, situat în colțul sud-vestic în curtea Muzeului Sinagogal Sinop.
Moscheea Alaaddin este o moschee din arhitectura Seljuk din secolul al XIII-lea, numită după sultanul Alaaddin Kayqubad I (1188-1237).
Pervane Medrese este o fostă școală religioasă islamică, care a fost închisă după proclamarea Republicii. Clădirea din secolul al XIII-lea a fost folosită ca depozit pentru artefacte arheologice și obiecte etnografice din 1932 și a servit drept muzeu între anii 1941 și 1970. Acesta găzduiește astăzi magazine de suveniruri.
Cetatea Sinop (turcă: Sinop Kalesi) este o fortificație care înconjoară peninsula și izotopul Sinopului. A fost construită inițial de migranți din Milet în secolul al VIII-lea î.Hr. Cetatea a suferit reparații și extinderi în măsura actuală în timpul domniei regelui Mithridates IV al Pontului în secolul al II-lea î.Hr., după distrugerea sa de către Cimmerians în secolul al VII-lea î.Hr. Unele părți ale cetății, în special zidurile nordice, sunt ruinate.
Închisoarea Sinop din fortăreața (Sinop Tarihi Cezaevi) este o închisoare de stat defunctă situată în interiorul Cetății Sinop. Deservită între 1887 și 1997, închisoarea a devenit faimă când a fost prezentată în multe lucrări de literatură ale unor actori notabili, care erau deținuți din închisoare din motive politice. A devenit, de asemenea, un set de filmare pentru multe filme și seriale de televiziune. Este astăzi un muzeu al închisorii.
Sinop Arkeoloji Müzesi (Sinop Arkeoloji Müzesi) este un muzeu arheologic înființat în 1941 care prezintă artefacte care datează din epoca bronzului timpuriu și din perioadele elenistice, romane, bizantine, Seljuk și otomane.
Muzeul Etnografic Sinop (Sinop Etnografya Müzesi) este un muzeu al exponatelor etnografice aparținând istoriei culturale a regiunii. Este situat într-un conac mare din secolul al XVIII-lea.
Statuia lui Diogenes (turcă: Diyojen Heykeli) este un monument al filozofului grec Ancient din Sinope, născut în Sinop în jurul anului 412 î.Hr.

## Personalitati

### Istorice
- Aquila din Sinope (secolul al 2-lea), traducătorul biblic
- Diogenii din Sinope (412 sau 404 î.Hr.-323 î.Hr.), filosof
- Diphilus (din secolul al IV-lea î.Hr.), dramaturgul Middle Comedy
- Gazi Chelebi (sec. Al XIV-lea), comandant naval
- İsfendiyar Bey din Candar beylik
- Marcion din Sinope (aproximativ 85-160 ani), eretic
- Mitropolitul VI al Pontului (134 î.Hr.-63 î.Hr.), regele Pontului
- Phocas, Episcop de Sinope (a murit 117)
- Saint Phocas (cca 300)
- Sfânta Elena din Sinope (secolul al XVIII-lea)
- Seydi Ali Reis, amiralul otoman, scriitor și om de știință, sa născut într-o familie care a fost inițial din Sinop.

### Contemporan
- Riza Nur (1879-1942), politician
- Ahmet Muhip Dıranas (1909-1980), poet
- Necmettin Erbakan (1926-2011), fost prim-ministru
- Patriarhul Maxim V al Constantinopolului (1897-1972), Patriarhul Ecumenic al Constantinopolului
- Osman Pamukoğlu (1947-), politician
- Metin Tuğlu (1984-), fotbalist
- Hakan Ünsal (1973-), fotbalist
- Sinan Uzun (1990-), fotbalist
- Gökçe Akyıldız (1992-), actriță

## Legacy
Sinope și-a dat numele celui mai îndepărtat satelit al lui Jupiter. Un crater pe Marte este numit după Sinop.

## Orașe-inrudite
Sinop are zece orașe sora: [citare necesare]
- Columbia Bogotá, Columbia
- Turcia Çorlu, Turcia
- Bahrain Riffa, Bahrain
- Oman Izki, Oman
- Estonia Järve, Tallinn, Estonia
- Norvegia Mosjøen
- Rusia Murmansk, Rusia
- Bulgaria Varna, Bulgaria